# Тованда (Пенсилванија)
Тованда (енгл. Towanda) град је у америчкој савезној држави Пенсилванија.

## Демографија
По попису из 2010. године број становника је 2.919, што је 105 (-3,5%) становника мање него 2000. године.
| Група             | 2000.         | 2010.         |
| Белци             | 2.886 (95,4%) | 2.761 (94,6%) |
| Афроамериканци    | 26 (0,9%)     | 18 (0,6%)     |
| Азијати           | 36 (1,2%)     | 11 (0,4%)     |
| Хиспаноамериканци | 36 (1,2%)     | 71 (2,4%)     |
| Укупно            | 3.024         | 2.919         |